# Дезертирна печера
Дезертирна печера (рос. Дезертирная) — печера на Алтаї, Республіка Алтай, Росія.  Загальна протяжність — 91 м. Глибина печери — 2 м, амплітуда висот — 14 м; загальна площа — 484 м²; об'єм — 491 м³.  Печера відноситься до Західноалтайської області Алтайської провінції Алтай-Саянської спелеологічної країни. Кадастровий номер 5143/8539-1Z.